# Fort Nelson (rivière)
Pour les articles homonymes, voir Fort Nelson (homonymie) et Nelson.
La Fort Nelson est une rivière de la Colombie-Britannique et un affluent du fleuve Mackenzie qui se jette dans l'océan Arctique au Canada.

## Géographie
La rivière Fort Nelson parcourt 517 km et canalise les eaux de 55 900 km2.